# Marion Baruch

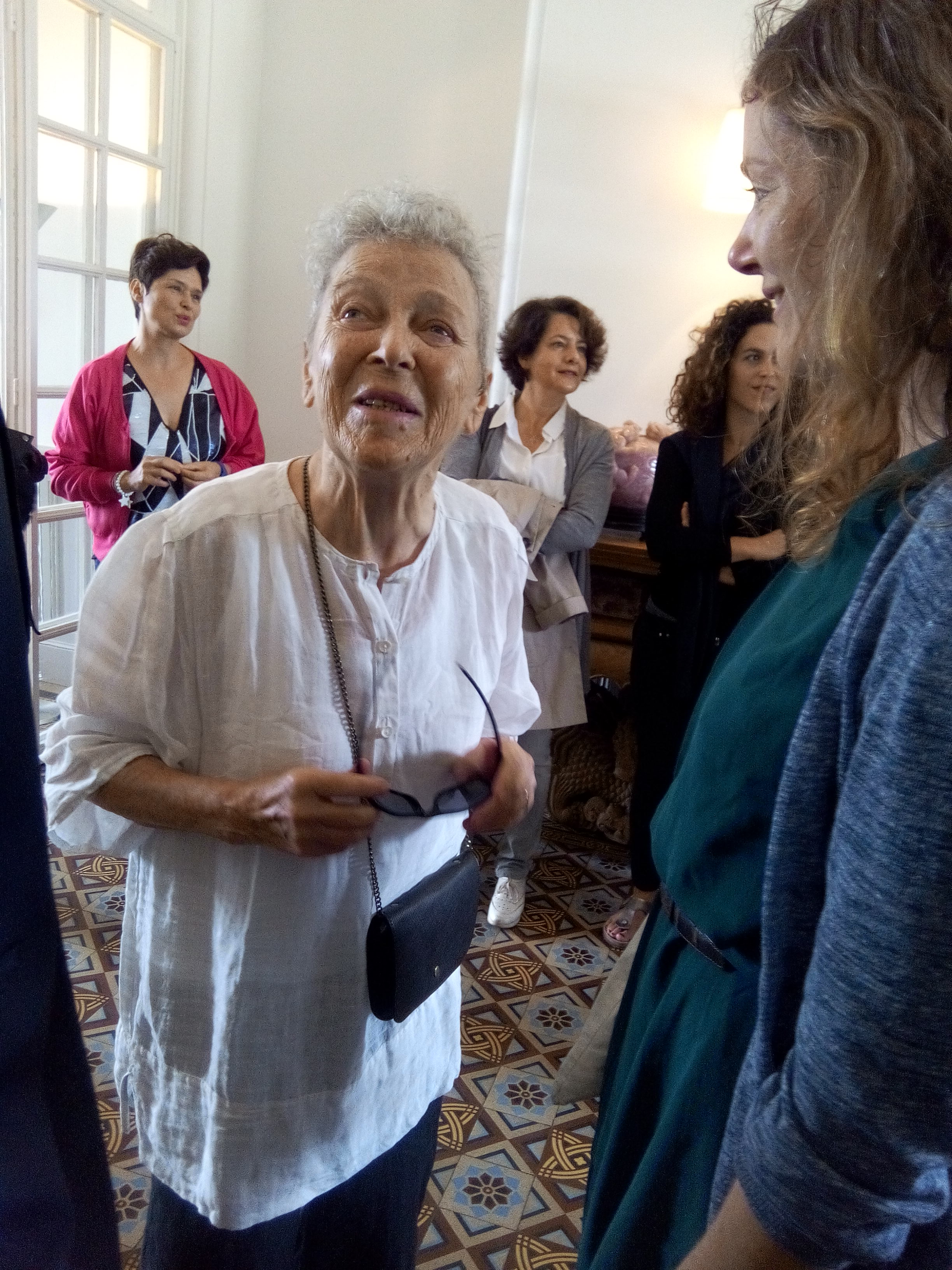
Marion Baruch in 2016

Marion Baruch (* 1929 in Timişoara) ist eine rumänische Künstlerin, die auch unter dem Künstlernamen „Name Diffusion“ bekannt ist. Sie lebte in Rumänien, Israel, Italien und Frankreich. Heute lebt und arbeitet sie in Gallarate (Lombardei).

## Leben
Mit 20 Jahren bot sich Baruch die Möglichkeit, nach Israel überzusiedeln. Sie studierte an der Bezalel Academy of Arts and Design in Jerusalem und belegte Kurse beim Maler Mordecai Ardon, einem Künstler des Bauhauses.
Ihre erste Ausstellung hatte sie mit 24 Jahren in der Galerie Micra-Studio in Tel Aviv. Dank eines Stipendiums konnte sie nach Italien reisen, wo sie ab 1955 an der Accademia di Belle Arti in Rom studierte. Sie stellte in Italien und Frankreich aus und lebte mit ihrer Familie in der Nähe von Mailand. Ihr Werk wurde repräsentiert durch die Galerie Luciani Inga-Pin. 1990 entschloss sie sich ihre Kunstwerke künftig mit „Name Diffusion“ zu unterzeichnen.
Von 1993 bis 2007 lebte Baruch im 19. Pariser Arrondissement, an der Rue Sorbier, 32, in Frankreich. „Name Diffusion“ wurde zu einer im Handelsregister eingetragenen Firma, die als künstlerisches Kollektiv verschiedene Projekte und Aktionen realisierte.
Aufgrund des Verlusts ihrer Sehkraft kehrte Baruch 2007 zurück nach Italien zurück und ließ sich in Gallarate nieder. Sie entschloss sich, ihre Kunst unter ihrem eigenen Namen auszustellen. Die körperliche Einschränkung im hohen Alter zwang die Künstlerin, ihre Arbeit nochmals neu zu entwickeln: Sie arbeitet seit 2012 mit Abfällen aus der Textilindustrie. Der hohe Kontrast dunkler Stoffe auf weißem Grund erlauben es ihr, raumfassende Installationen zu realisieren. Ihre Werke werden international ausgestellt, unter anderem in Italien, Frankreich und der Schweiz.

## Ausstellungen
- 1991: Briefing, Galerie Luciano Inga-Pin, Mailand, Italien
  - Mattia knows it[2], Galerie Luciano Inga-Pin, Mailand, Italien (Einzelausstellung)
- 1992: Avantgarde – Kampagne, Kunsthalle Düsseldorf, Düsseldorf, Deutschland. (Katalog)
- 1993: Business Art/Art Business Gröninger Museum, Gröningen, Deutschland. (Katalog), Tecnopolis Bari (Katalog)
- 1994: Femmes Publiques, Palais de la Femme, Paris, Frankreich. Kuratorin Ginette Lemaître (Katalog)
  - Pro-Création, Fri-Art Kunsthalle, Fribourg (Katalog), Ars-Lux Bologna, Italien (Katalog)
  - Prénom d’artiste, Studio Morra, Neapel, Italien (Einzelausstellung)
- 1995: When tekkno turns to sound of poetry, Kunst Werke, Berlin, Deutschland (Katalog)
  - 50e Anniversaire des Comités d’Entreprise, La Villette, Paris, Frankreich
  - Messe 2ok Köln, Deutschland (Katalog)
- 1996: Ad on exchange, Zingmagazine, New York, USA
  - Doppio Morgen, Luciano Inga-Pin, Mailand, Italien
  - Compartments Globe, Copenhagen, Dänemark (Katalog)
  - Interplace Access, Viafarini, Projekt von Tatiana Trouvé, Mailand, Italien (Katalog)
  - Natura Naturans, Museo di Storia Naturale, Triest, Italien (Katalog)
  - geld.beat.synthetik, Aesthetic of truth, edition ID-archiv, Berlin, Deutschland
- 1997: Exogen Nicolaj, Contemporary Art Center, Kurator Bruno Guiganti und Morten Salling, Kopenhagen, Dänemark (Katalog)
  - Just Watch, Shedhalle, Zürich, Schweiz (Katalog)
- 1998: Je suis une sans-papière, action en ligne, publication Synesthésie 06
- 1999 : Displacement_for
- 2000: Moneynations, Shedhalle, Zürich, Schweiz. Kuratorin Marion von Osten (Katalog)
  - Micropolitiques, Le Magasin, Centre d’art contemporain, Grenoble, Frankreich (Katalog)
  - Moneynations, Kunsthalle Exnergasse, Wien, Österreich (Katalog)
- 2001: Bibliobus, Centre d’art contemporain Cimaises et Portiques, Albi (Katalog)
  - Avis de Passage, ODDC, St-Brieu
- 2002: Contemporaines, genre et représentation, publication en ligne Synesthésie 12, inauguration par Anne-Marie Morice au Palais de Tokyo, Paris, Frankreich
  - Lines of Mobility Kunstverein Nürnberg, Deutschland
- 2004: Mobilités, exposition collective commissaire Anne-Marie Morice, Maison des Sciences de l'Homme, Paris. Publication Synesthesie 13
- 2005: Jeu du Tapis volant, Name Diffusion, action artistique collective. Début du projet avec le Centre Stéphane Hessel (CAOMIDA), foyer France Terre d’Asile de Boissy-Saint-Léger. Séances de jeu: Musée De l’Homme, Paris, Espace Synesthésie et Musée d’Art et d’Histoire à Saint-Denis[3], Musée de l'Histoire de l’Immigration[4], Paris, Biennale de Paris, Frankreich[5]
- 2008: Trame di Penelope[6] , Erica Borhi, Alice Cattaneo, Name Diffusion, Opere e Workshop, Kuratorin Emma Zanella, MUSEO GA, Gallarate, Italien (Katalog.)
- 2009: Trilogy: Mon corps où es-tu?, 32 rue Sorbier, Paris, Frankreich
- 2010: Trilogy: Mon corps où es-tu?, Maison des sciences de l’homme, Paris, Frankreich
- 2011: PARISchutes, Théâtre Le Vent se lève, Paris, Frankreich
- 2012: PARISchutes, Théâtre Le vent se lève, Paris, Frankreich
  - START, Marion Baruch, NeufCube, Kuratorin Nathalie Viot, Paris, Frankreich
- 2013: Ready resti, Autoritratti[7], MAMBO, Kuratorin Francesca Pasini, Bologna, Italien
  - Lampi di memoria, Des histoires sans fin[8], MAMCO, Kuratorin Nathalie Viot, Genf, Schweiz
- 2014: Marion Baruch, Sculpture Ambiente, Mars, Mailand, Italien
- 2015: Sviluppo-Parallelo[9], Kunstmuseum Luzern, Luzern, Schweiz. Kurator Noah Stolz
- 2016:
  - Eingang, In & Out, Up & Down, Durch und Durch, Galerie BolteLang[10], Zürich, Schweiz. Kurator Noah Stolz
  - Mancanza/Here and where Galerie Otto Zoo[11], Mailand, Italien
  - Printemps de Septembre[12], L'Adresse[13], Kurator Christian Bernard[14]
  - Printemps de Septembre[15], Château de Degrés[16], Kuratorin Nathalie Viot
  - Le temps éclaté par la profondeur du vide[17] , Galerie Laurence Bernard, Genf, Schweiz
- 2017:
  - Entangled: Threads & Making[18], Kuratorin Karen Wright, 28. Januar bis 7. Mai 2017, Turner Contemporary Margate, England
  - Le parti pris des nuages[19], 20. Mai bis 13. Juli 2017, Galerie Anne-Sarah Bénichou, Paris, Frankreich
- 2018:
  - je vous propose[20], 30. Mai bis 28. Juli 2018, Zürich, Schweiz
  - ABBRACCIO LO SPAZIO E LO ATTRAVERSO[21], 13. Oktober bis 4. November 2018, Kurator Noah Stolz, MA*GA Museo d'Arte Gallarate, Italien
- 2019:
  - Art Genève, 31. Januar bis 3. Februar 2019, Solopräsentation der Galerie Laurence Bernard, Auszeichnung Prix Solo[22]
- 2020:
  - Retrospektive, 29. Februar bis 11. Oktober 2020, Kunstmuseum Luzern, Schweiz[23]
  - Letting go endless blooming, 25. Juni bis 29. August 2020, Galerie Urs Meile, Luzern, Schweiz
- 2024:
  - Widerstandsgeist, 5. Oktober bis 24. November 2024, Neuer Aachener Kunstverein, Aachen[24]
  - Soziales Gewebe, 6. Oktober 2024 bis 9. Februar 2025, Kunstmuseen Krefeld, Krefeld[25]

## Belege
1. ↑  Ulf Erdmann Ziegler: Die in splendider Isolation an der Bombe bastelt. In: taz, 11.11.2024, S. 16.
2. ↑  Francesca Pasini: "Name Diffusion",. In: Artforum,. vol.31, Nr. 6, Februar 1993.
3. ↑  La situation du commerce en 2007. In: Rapport sur le Commerce Mondial (Hrsg.): Rapport sur le Commerce Mondial. WTO, 2008, ISBN 978-92-870-4338-2, S. 1–14, doi:10.30875/a1443f16-fr.
4. ↑  161, rue Notre-Dame-de-l’Île. In: Le Quartier du Musée. University of Ottawa Press, 2018, ISBN 978-2-7603-2675-0, S. 247–251, doi:10.2307/j.ctt201mnv6.50.
5. ↑  Biennale de la Machine-outil. Biennale des industries mécaniques et électriques et de l’équipement de l’usine. Paris 25 mai - 3 juin 1962. In: La Pratique des Industries Mécaniques. Band 45, Nr. 5, Mai 1962, ISSN 0399-1113, S. 129–137, doi:10.1051/mattech/196245050129.
6. ↑  Cyril Lemieux: Mai 68 / Mai 2008: le jeu des différences. In: La sociologie sur le vif. Presses des Mines, 2008, ISBN 978-2-911256-19-6, S. 107–109, doi:10.4000/books.pressesmines.822.
7. ↑  Catherine Maisonneuve: Le Haut-Conseil des professions paramédicales consulté sur la réforme des études. In: Kinésithérapie, la Revue. Band 8, Nr. 82, Oktober 2008, ISSN 1779-0123, S. 4, doi:10.1016/s1779-0123(08)70634-x.
8. ↑  Achilleas Papakonstantis: Apprivoiser le temps, contrôler l’espace: David Claerbout au Mamco. In: Décadrages. Nr. 32–33, 1. Juli 2016, ISSN 2235-7823, S. 199–210, doi:10.4000/decadrages.966.
9. ↑  LAA an der Thaya–LUZERN. In: Minerva-Handbücher, Archive. DE GRUYTER, Berlin, Boston 2012, ISBN 978-3-11-081749-2, doi:10.1515/9783110817492.530.
10. ↑  Hamdi Mlika: Présentation du N° 14 / Avril - Mai - Juin 2015. In: المخاطبات. Nr. 14, April 2015, ISSN 1737-6432, S. 9–11, doi:10.12816/0020568.
11. ↑  Hamdi Mlika: Présentation du N° 14 / Avril - Mai - Juin 2015. In: المخاطبات. Nr. 14, April 2015, ISSN 1737-6432, S. 9–11, doi:10.12816/0020568.
12. ↑  Débat sur les perspectives économiques à court terme du 19 octobre 2016. In: Revue de l'OFCE. Band 148, Nr. 4, 2016, ISSN 1265-9576, S. 247, doi:10.3917/reof.148.0247.
13. ↑  Tableau 7.13. Évolution des offres sur le câble (Septembre 2005 - octobre 2008). doi:10.1787/634625180810.
14. ↑  Jeanne Burgart Goutal: Un nouveau printemps pour l’écoféminisme? In: Multitudes. Band 67, Nr. 2, 2017, ISSN 0292-0107, S. 17, doi:10.3917/mult.067.0017.
15. ↑  Marion Stinghe, Meryl Franck, Benoît Guillaumot, Nicolas Caffarel, Elen Le Tannou: Pandore. In: ACM SIGGRAPH ASIA 2010 Computer Animation Festival on - SA '10. ACM Press, New York, New York, USA 2010, ISBN 978-1-4503-0525-9, doi:10.1145/1900264.1900306.
16. ↑  Jean Breschand: Les rêves ne finissent pas. In: Vertigo. HS novembre, Nr. 2, 2002, ISSN 0985-1402, S. 33, doi:10.3917/ver.hs00.0033.
17. ↑  Pierre-Marie Martin: Le droit international dévoyé par la morale. Dialogue aigre-doux sur l’air du temps. In: Le Droit saisi par la Morale. Presses de l’Université Toulouse 1 Capitole, 2007, ISBN 978-2-915699-18-0, S. 131–138, doi:10.4000/books.putc.1697.
18. ↑  Imogen Racz: Entangled: Threads and Making. In: The Journal of Modern Craft. Band 10, Nr. 2, 4. Mai 2017, ISSN 1749-6772, S. 211–215, doi:10.1080/17496772.2017.1351108.
19. ↑  le parti pris des nuages: lepartiprisdesnuages. Abgerufen am 16. Juni 2020 (französisch).
20. ↑  je vous propose: jevouspropose. Abgerufen am 11. Februar 2019.
21. ↑  Marion Baruch. Abbraccio lo spazio e lo attraverso | Museo MAGA. Abgerufen am 11. Februar 2019.
22. ↑  PRIX SOLO ARTGENEVE-F.P.JOURNE 2019, GENEVA | F.P. Journe. Abgerufen am 11. Februar 2019.
23. ↑  Marion Baruch Retrospektive – innenausseninnen. In: Kunstmuseum Luzern. Abgerufen am 3. Oktober 2024.
24. ↑  Widerstandsgeist. In: Neuer Aachener Kunstverein. Abgerufen am 3. Oktober 2024.; Rezension: Ulf Erdmann Ziegler: Die in splendider Isolation an der Bombe bastelt. In: taz, 11.11.2024, S. 16.
25. ↑  Soziales Gewebe. In: Kunstmuseen Krefeld. Abgerufen am 5. Oktober 2024.; Rezension: Ulf Erdmann Ziegler: Die in splendider Isolation an der Bombe bastelt. In: taz, 11.11.2024, S. 16.

| Personendaten    | Personendaten                 |
| ---------------- | ----------------------------- |
| NAME             | Baruch, Marion                |
| ALTERNATIVNAMEN  | Name Diffusion (Künstlername) |
| KURZBESCHREIBUNG | rumänische Künstlerin         |
| GEBURTSDATUM     | 1929                          |
| GEBURTSORT       | Timișoara                     |